# Алтенар
Алтенар (њем. Altenahr) општина је у њемачкој савезној држави Рајна-Палатинат. Једно је од 74 општинска средишта округа Арвајлер. Према процјени из 2010. у општини је живјело 1.648 становника. Посједује регионалну шифру (AGS) 7131003.

## Географија
Алтенар се налази у савезној држави Рајна-Палатинат у округу Арвајлер. Општина се налази на надморској висини од 170 метара. Површина општине износи 14,8 km².

## Становништво
У самом мјесту је, према процјени из 2010. године, живјело 1.648 становника. Просјечна густина становништва износи 111 становника/km².